# Amaurodon mustialaensis
Amaurodon mustialaensis är en svampart som först beskrevs av Petter Adolf Karsten, och fick sitt nu gällande namn av Kõljalg & K.H. Larss. 1996. Amaurodon mustialaensis ingår i släktet Amaurodon och familjen Thelephoraceae.   Inga underarter finns listade i Catalogue of Life.